# پرونوس پومیلا
پرونوس پومیلا (نام علمی:  Prunus laurocerasus) یا با نام دیگر (Sand cherry) یکی از گونه‌های سردهٔ پرونوس و زیرسردهٔ لیتوکراسوس (
Lithocerasus) این نوع پرونوس در قسمت شرق و مرکز آمریکای شمالی انتشار دارد. پرونوس پومیلا یک درختچهٔ برگریز است که ارتفاع آن بین ۱۰ تا ۴۰ سانتیمتر است و ندرتاً به ۱۸۰ سانتیمتر نیز ممکن است برسد. طول برگ بین ۴ تا ۷ سانتیمتر است و میوهٔ آن یک نوع گیلاس است که قطر آن بین ۱۳ تا ۱۵ میلیمتر است و در اوایل تابستان به رنگ بنفش تیره درمی‌آید. رنگ شکوفهٔ آن سفید و ۵ برگ است.
در ژاپن پرونوس پومیلا یکی از گونه‌های یکی از زیرسرده‌های پرونوس به نام نیوااومه (به ژاپنی: ニワウメ Niwaume) است.

## نگارخانه

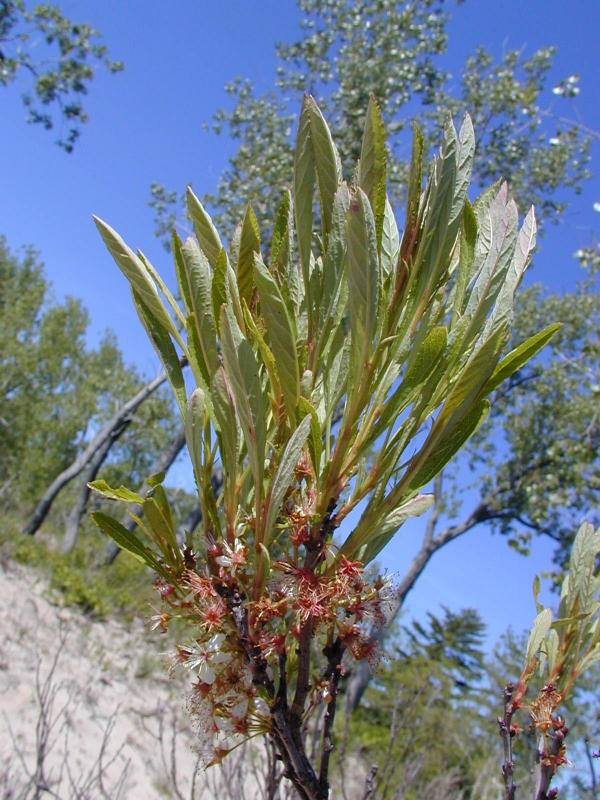